# La Croupte
La Croupte település Franciaországban, Calvados megyében. Lakosainak száma 116 fő (2018. január 1.). La Croupte Fervaques és Notre-Dame-de-Courson községekkel határos.

## Népesség
A település népességének változása:
| Lakosok száma | 73   | 76   | 71   | 77   | 73   | 122  | 133  | 134  | 117  | 116  |
|               | 1962 | 1968 | 1982 | 1990 | 1999 | 2008 | 2011 | 2013 | 2017 | 2018 |